# Отрадо-Солдатский
Отрадо-Солдатский — хутор в Отрадненском районе Краснодарского края. Входит в состав Отрадненского сельского поселения.

## География
Хутор вытянуто расположен на левом берегу реки Джелтмес, в 12 км к юго-западу от районного центра — станицы Отрадная. 

## Население
| 2002 | 2010 |
| ---- | ---- |
| 238  | ↘205 |

## Улицы
Единственная улица хутора носит название Первомайская.